# Jean-Baptiste Marchand
Jean-Baptiste Marchand (Thoissey, 2 novembre 1863 – Parigi, 13 gennaio 1934) è stato un generale ed esploratore francese.

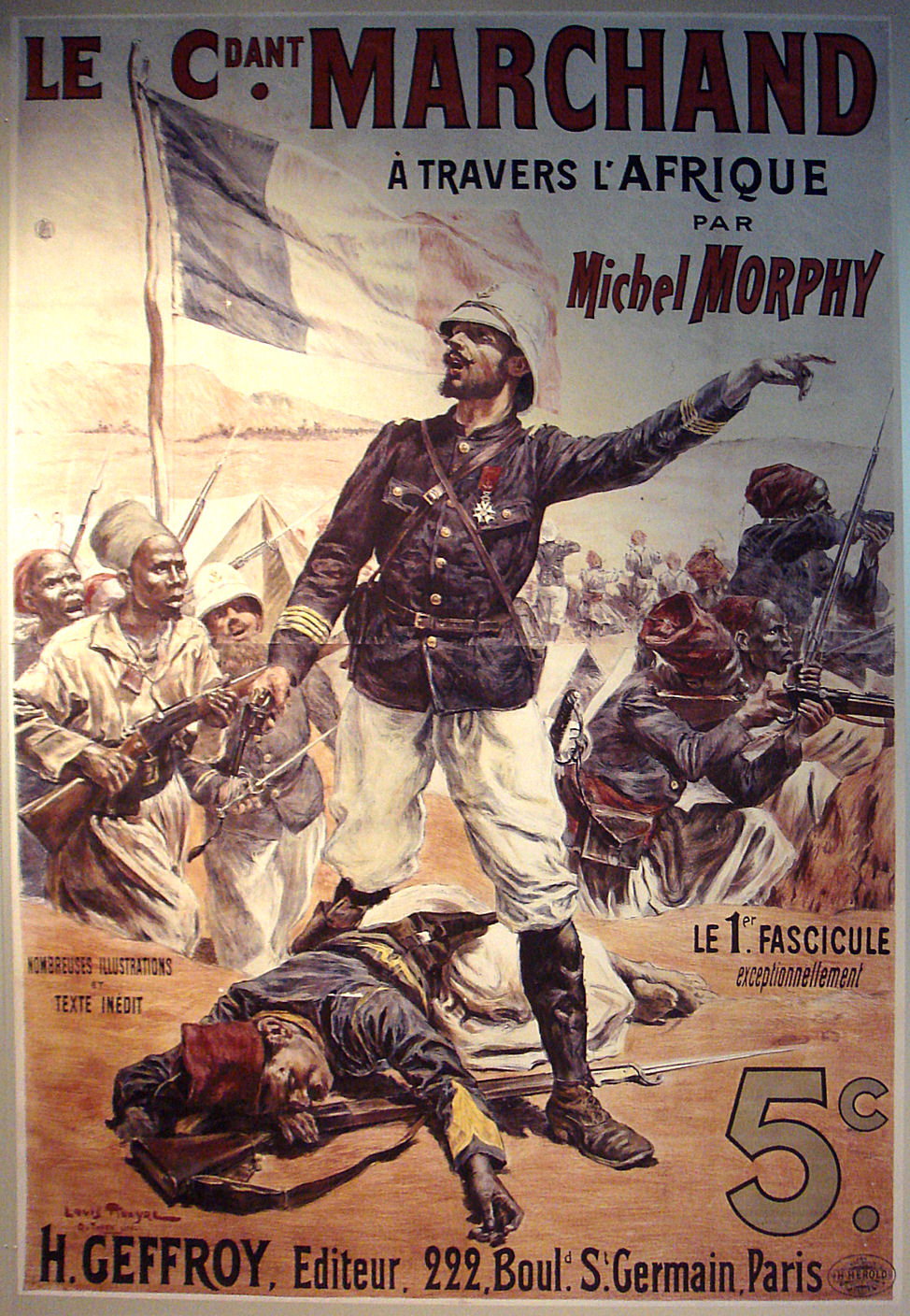
Il maggiore Marchand attraversa l'Africa. Copertina di una pubblicazione del 1898 del Musée de l'Armée, Parigi

È noto per aver guidato la spedizione francese nel corso della crisi di Fascioda.

## Biografia
Nacque a Thoissey, Ain, e frequentò la École militaire di Saint-Maixent.
Partecipò alla conquista francese del Senegal venendo gravemente ferito nel 1889 nel corso della conquista di Diena. Nel 1890 il maggiore Marchand fu inviato ad esplorare le fonti dei fiumi Niger e Nilo e ad occupare l'area nei pressi di Fascioda, in Sudan, oggi nota come Kodok. Dopo un tragitto di 24 mesi a piedi e via nave da Loango alle foci del fiume Congo, la spedizione di Marchand composta da 12 ufficiali e sottufficiali francesi e da 150 fucilieri senegalesi, oltre che da alcune migliaia di portatori indigeni, giunse a Fascioda, un forte abbandonato sul Nilo, il 10 luglio 1898. Marchand ricostruì la fortezza, ma l'atteso sostegno da parte di altre colonne francesi e dall'Abissinia non giunse.
Il 18 settembre giunse a Fascioda un distaccamento guidato da Sir Herbert Kitchener, comandante dell'esercito anglo-egiziano che aveva appena sconfitto gli uomini di Mahdi nella battaglia di Omdurman. Dopo la battaglia Kitchener aveva aperto degli ordini sigillati da Londra che gli chiedevano di controllare la spedizione francese situata circa 600 chilometri a sud. Entrambi gli schieramenti volevano il controllo di Fascioda ma i due comandanti erano diplomatici per cui fu organizzato un incontro. Iniziò un periodo di intense relazioni diplomatiche tra Parigi e Londra, alla fine del quale il governo francese ordinò il ritiro delle truppe. Marchand era già stato richiamato in Francia ed aveva insistito per attraversare l'Abissinia piuttosto che percorrere il Nilo controllato dai britannici. Giunse a Gibuti il 16 maggio 1899, dopo aver passato quasi 4 anni in missione. Questa operazione è commemorata da un monumento a Parigi nel Bois de Vincennes.
In seguito Marchand combatté con le spedizioni francesi in Cina durante la Ribellione dei Boxer del 1900. Fu promosso generale nel 1915 nel corso della prima guerra mondiale e fu ferito nel 1915 durante la battaglia della Champagne e di nuovo nel 1916 nella battaglia della Somme.
Si congedò dall'esercito nel 1919.
Nel 1920 ricevette la Gran Croce della Legion d'onore.